# Dorcadion aethiops
Dorcadion aethiops là một loài bọ cánh cứng trong họ Cerambycidae.

## Hình ảnh

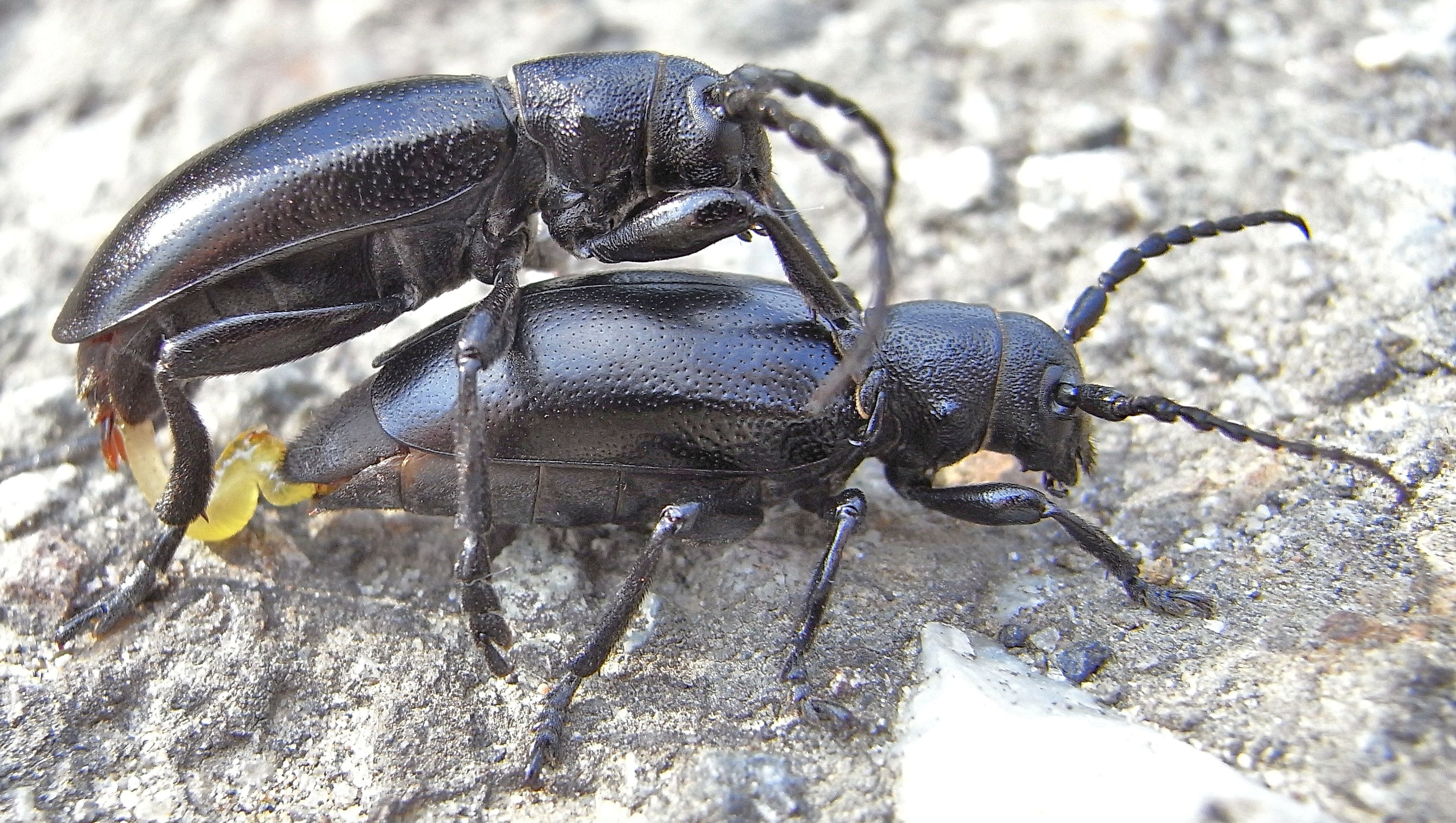
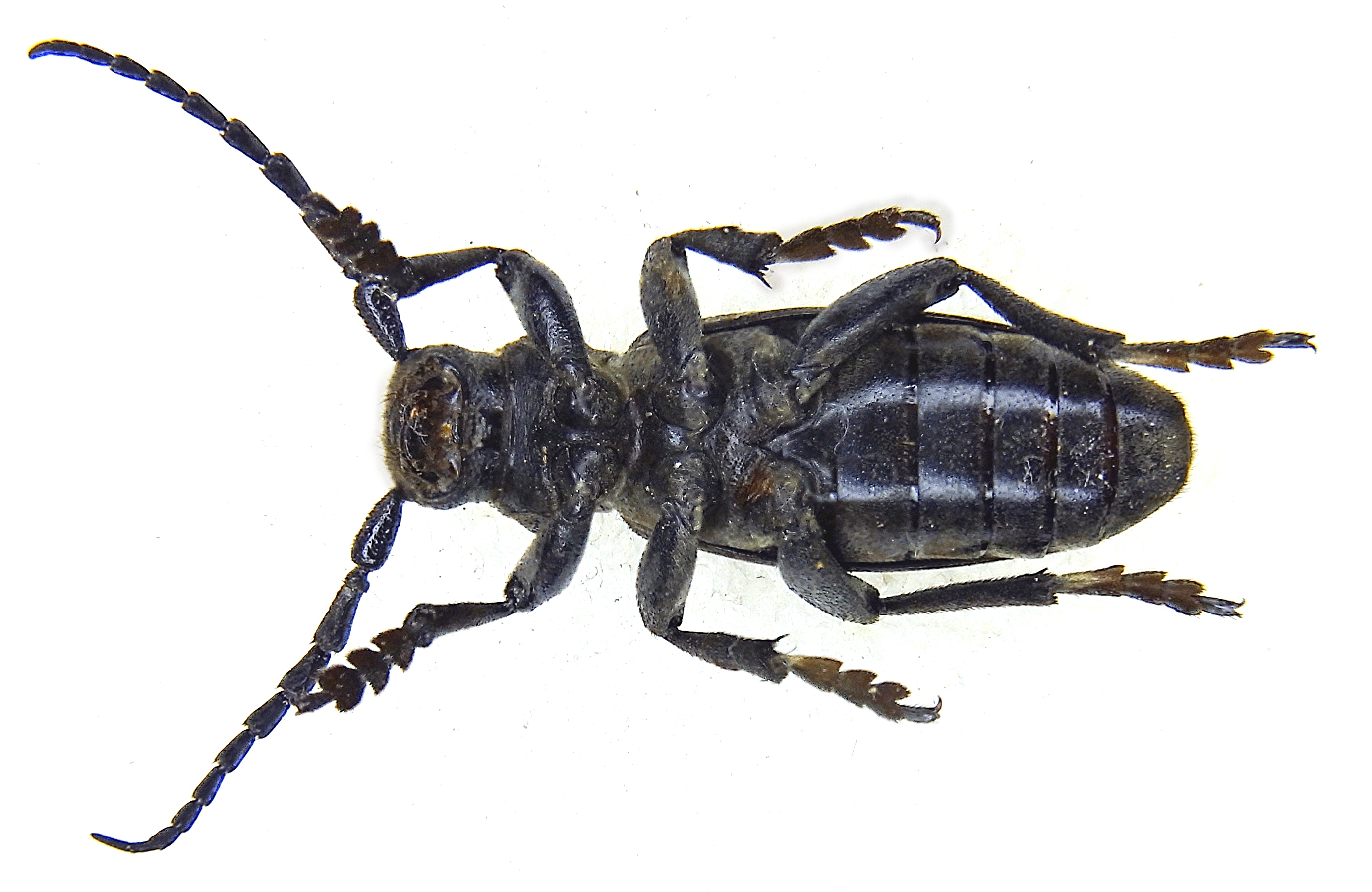
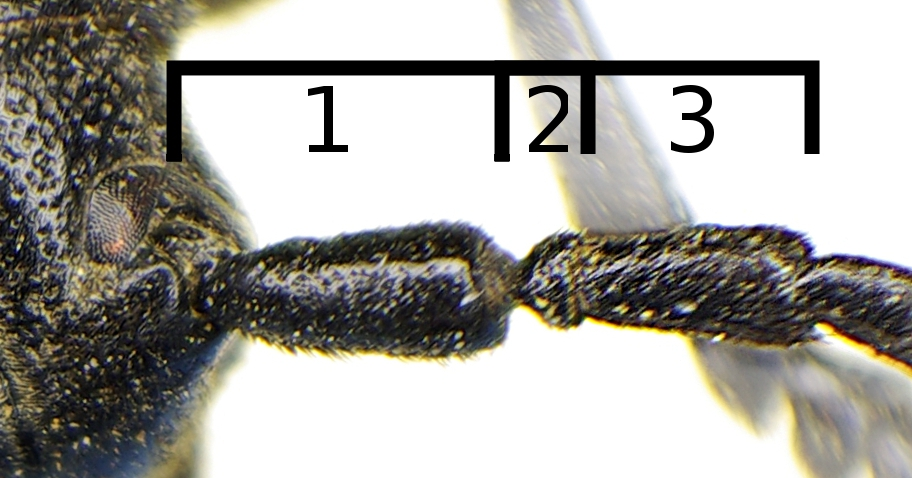
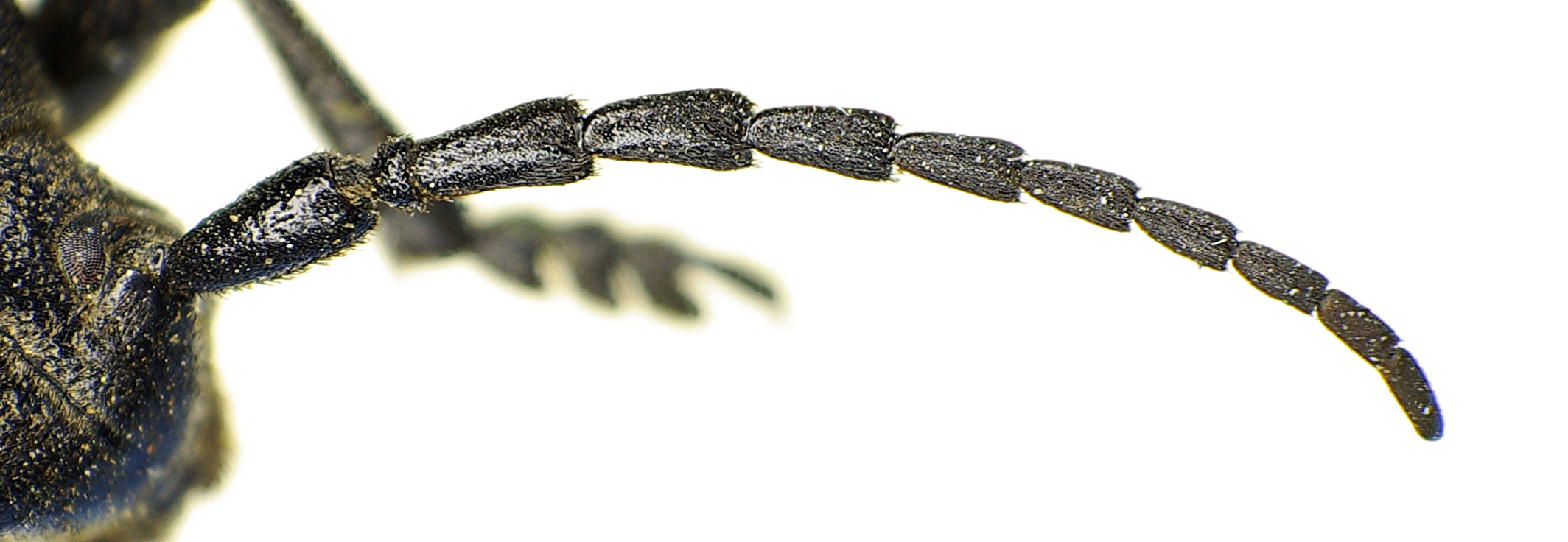